# Kaiser Joseph und die Bahnwärterstochter
Kaiser Joseph und die Bahnwärterstochter ist ein parodistisches Spiel mit Musik in drei Akten von Fritz von Herzmanovsky-Orlando. Das zu Lebzeiten seines Autors nicht veröffentlichte Stück wurde postum am 10. Jänner 1957 in den Münchner Kammerspielen in der Bearbeitung von Friedrich Torberg als Einakter uraufgeführt. 
Die Originalfassung Kaiser Joseph II. und die Bahnwärterstochter. Eine dramatische Stimme aus Innerösterreich zum Klang gebracht durch Friedrich von Orlando Herrn und Landstand in Krain und auf der Windischen Mark, Patrizier von Triest und Fiume etc.etc. Von demselben demselben ehrfurchtsvoll gewidmet. wurde beim Steirischen Herbst am 25. September 1977 das erste Mal aufgeführt.

## Inhalt
Das Stück spielt in Wuzelwang am Wuzel beim Bahnhofshäuschen. Teuxelsieder Franz kommt vom Bockerlklauben zurück, als der Zwölfaxinger Alois, sein Vorgesetzter und zukünftiger Schwiegervater, ihn auffordert, die Eisenbahner zusammenzurufen. Die Eisenbahner gehen nämlich regelmäßig auf Gamsen in den kaiserlichen Wäldern wildern. Nozerl möchte sie daran hindern, aber die Männer hören nicht auf sie. Nozerl muss nun allein auf die Bahn schauen, als ein Sonderzug mit einem vornehmen Mann eintrifft. Der sonderbare Mann ist der Kaiser, aber er wird von Nozerl nicht erkannt. Es trifft ein Zug von der falschen Seite kommend ein, und viele Leute steigen aus, darunter der Kanzler Cobenzl. Doch der Kaiser möchte nicht, dass sein Name verraten werde.
Dann kommen aber die Wildschützen mit einer toten Gams und werden zur Rechenschaft gezogen. Nozerl fällt ohnmächtig in die Arme des Kaisers. Teuxelsieder Franz glaubt, dass sie ihn betrogen hat, und möchte den Kaiser umbringen, doch die anderen Eisenbahner halten ihn davon ab. Als nun Rinaldo Rinaldini, ein Mörder, der auch mit dem Zug gekommen ist, seine Chance für einen großen Mordanschlag auf den Kaiser sieht, geht er auf diesen los. Teuxelsieder Franz eilt dazwischen und stürzt den Mörder in den Abgrund. Darauf wird er vom Kaiser zum Baron ernannt. Just in diesem Moment trifft ein Ballon mit dem britischen Botschafter ein, der verkündet, dass die Eisenbahn erst Jahre später in England erfunden werde und alle vorigen Erfindungen verboten seien. Der Kaiser sieht das ein, und alle meinen, das sei das Los Österreichs.

## Verfilmungen
Das Stück wurde 1962 unter der Regie von Axel Corti verfilmt. Als Schauspieler wirkten u. a. Hans Moser, Hans Holt und Inge Konradi. Bert Breit schrieb die Musik zu den Liedern.

## Vertonungen
Werner Pirchner schreibt 1982 im Auftrag der Tiroler Volksschauspiele zu Kaiser Joseph und die Bahnwärterstochter eine Bühnenmusik, instrumentiert mit zwei Trompeten, Horn, Tuba, mehreren Gesangssolisten, Klavier und Rhythmusgruppe. Bereits im selben Jahr der Uraufführung beginnt Werner Pirchner das Stück umzuschreiben, es entsteht die 18-sätzige Suite für Blechbläserquintett mit dem Titel Do you know Emperor Joe?

## Inszenierungen
Das Stück wurde 2015 von Wolfram Berger als ein „parodistisches Spiel mit Musik in einem Akt“ inszeniert und von ihm für Ö1 als Hörspielfassung erarbeitet.
Auch eine Schallplattenaufnahme eines Auszugs existiert.